# Carex vulpinaris
Carex vulpinaris là một loài thực vật có hoa trong họ Cói. Loài này được Nees mô tả khoa học đầu tiên năm 1834.